# Antepipona caelebs
Antepipona caelebs är en stekelart som först beskrevs av Dalla Torre 1894.  Antepipona caelebs ingår i släktet Antepipona och familjen Eumenidae. Inga underarter finns listade i Catalogue of Life.